# Musikspel
Musikspel är datorspel där musiken spelar en central roll. Vanligtvis ska spelaren utföra moment i takt med musiken men det finns även exempel på spel där man får spela musik helt fritt eller där musiken i stället styr spelvärlden och spelaren mer fritt får reagera på denna. Musikspel skiljer sig från rena ljudspel genom att de har en visuell feedback, som leder spelaren genom musikstycket i spelet. Ett eidetiskt musikspel kan tillhöra bägge kategorierna.

## Typer av musikspel

### A vista-musikspel
A vista-musikspel testar spelarens förmåga att spela eller styra musiken till en innan ej känd melodi. De flesta spelen av denna typ är rytmspel, men det finns även spel som fokuserar på pitch och volym, eller kombinationer av dessa.

#### Rytmspel
Rytmspel är musikspel där man på något sätt ska hålla sig till rytmen av musiken, till exempel via rörelser eller att spela i takt med ett instrument. Oftast innebär detta att man ska trycka på rätt knapp vid en viss tidpunkt enligt det som visas på skärmen. Exempel på spel i denna genre är Dance Dance Revolution, Donkey Konga och Guitar Hero. Populariteten hos dessa spel har gjort att det skapats en marknad för alternativa spelkontroller såsom dansmattor och elektriska trummor och gitarrer.

##### Dansspel

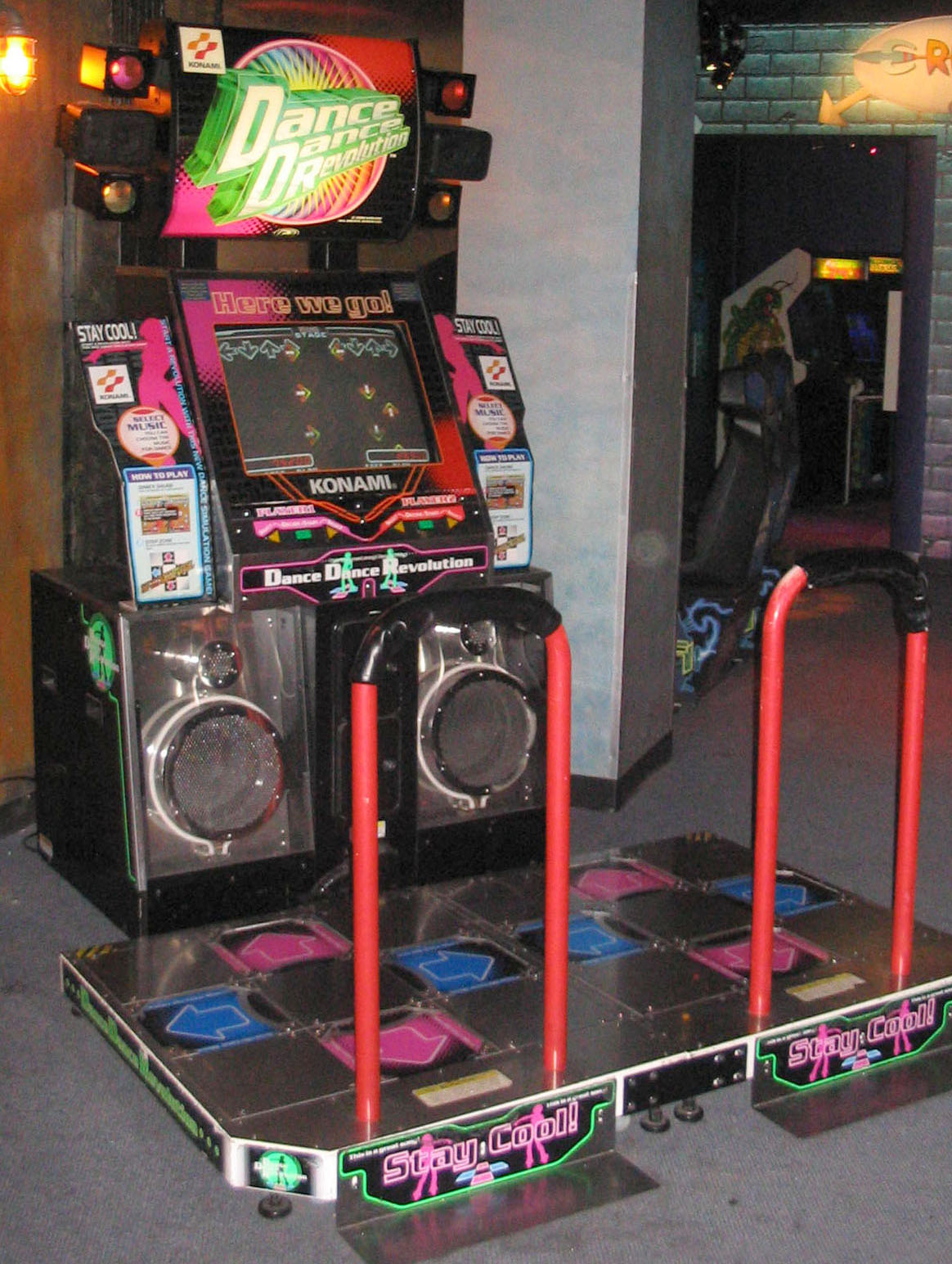
en Dance Dance Revolution-maskin

Dansspel är en musikspelsgenre där spelaren ska dansa i takt till musiken genom att följa dansinstruktioner på skärmen. Den vanligaste inenheten för dessa spel är någon typ av dansmatta som registrerar fotrörelser. Men även kameror och handkontroller (Wiimote) som registrerar andra kropp- och armrörelser finns.
Kända spel i genren där man bara behöver dansa med fötterna är Dance Dance Revolution (Dancing Stage i Europa), Stepmania, In the Groove och Pump It Up.
I spelen Hannah Montana: Spotlight World Tour och Just Dance till Wii gör spelaren rörelser med armarna.

#### Pitch-spel
Ett pitchspel testar spelarens förmåga att sjunga en viss ton till musik som spelet spelar upp. Karaoke Revolution och SingStar är två kända spel inom genren. Spelaren använder sin röst och en specialgjord mikrofon och får poäng enligt tonträffsäkerhet. Dessa spel har ofta en smärre koppling till rytm eftersom rytm är en naturlig del i den mesta musiken.

#### Volymspel
Volymspel har inte varit så vanliga förr men nyligen setts i spel som Mad Maestro! och Wii Music. I dess spel gäller det för spelaren att styra musikens volym enligt skärmen. Emellertid styrs detta oftast inte av rösten eller externa ljud. I Mad Maestro! styrs volymen av hur hårt spelaren trycker på kontrollens knappar och i Wii Music ska spelaren vinkla Wii-moten i olika riktningar.

### Eidetiska musikspel
I eidetiska musikspel, som exempelvis Space Channel 5, testas spelarens fotografiska minne på det sättet att man ska memorera en serie av toner eller slag och sedan återge denna serie. Dessa spelen har till skillnad mot rytmspel ofta en ständigt längre serie av inmatningar för att man ska klara av spelet. Inmatningarna innehåller oftast hela den tidigare serien plus nytt material bestämt av spelet.
På grund av enkelheten i dessa spel har de inkluderats som minispel i spel som The 7th Guest, Zork Nemesis och Myst.

### Driftmusikspel
I driftmusikspel ska spelaren likt driftsportspel leda ett musikerband, en grupp eller produktionen av musikvideor. Trots att den direkta interaktionen mellan musik och spelare är ganska begränsad i denna typ av spel så är ändå musiken väldigt central. Några exempel på denna typ av spel är Total Distortion, Spice World (spel), The Idolmaster-serien och Make My Video-serien.

### Övriga musikspel
I titlar som Mario Paint, SimTunes och Electroplankton spelar musiken en stor roll. Men trots att de marknadsförs och säljs som datorspel så är de snarare kompositionsverktyg eller musikaliska leksaker där spelaren skapar musik på olika sätt.

## Marknad
Under 2008 var musikspel den största spelgenren med försäljningssiffror på nära 2 miljarder US dollar i USA, varav Rock Band 2 och Guitar Hero World Tour var mycket bidragande enligt analytikern Michael Pachter. 2009 halverades försäljningsintäkterna till 700 miljoner US dollar och enligt Pachter berodde detta på att marknaden blivit mättad av för många spel, med för mycket innehåll, på för kort tid.
I september 2009 utgjorde musikspelen 19 % av den totala datorspelsförsäljningen i USA.
Omkring 20 miljoner amerikanska hushåll ägde någon typ av musikspel i oktober 2009.

## Stora musikspelsutvecklare
- Andamiro med arkadserien Pump It Up
- Konami med sin Bemani-serie
- Harmonix med Harmonix Music Systems
- iNiS med Gitaroo Man och Osu! Tatakae! Ouendan
- Namco med Taiko no Tatsujin och Donkey Konga
- NanaOn-Sha med PaRappa the Rapper
- Q Entertainment med Lumines
- Ubisoft med Just Dance